# Seznam papyrů Nového zákona

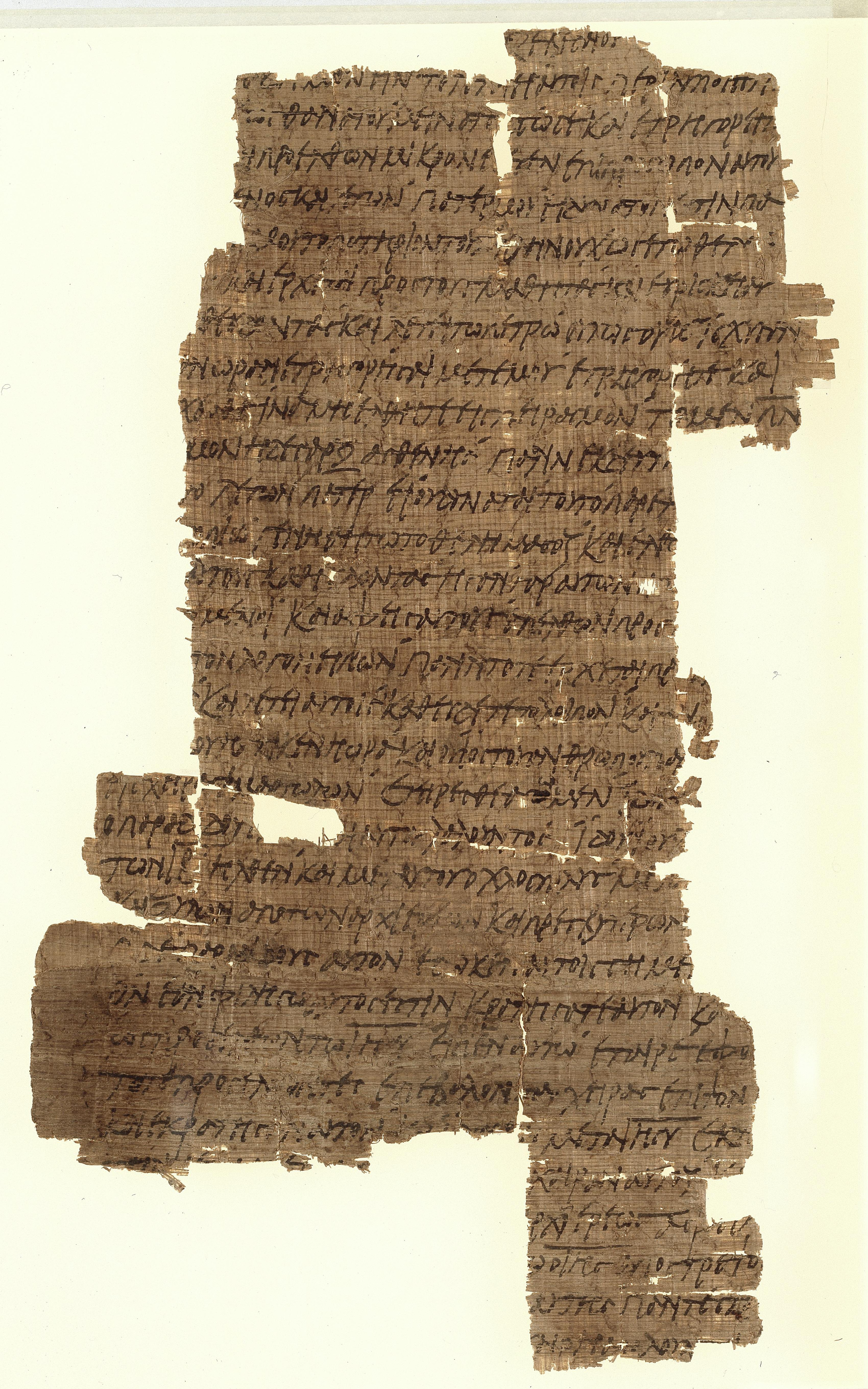
Rub Papyru 37

Novozákonní papyrus je opisem části Nového zákona na papyru. V současnosti je známo přes 120 novozákonních papyrů, od celých knih až po nepatrné zlomky. Některé z nich patří mezi nejstarší s nejlepší svědky původního textu Nového zákona. Papyrus {\displaystyle {\mathfrak {P}}}52 (papyrus 52), zlomek evangelia podle Jana, který se datuje nejpozději do roku 150, je nejstarším zachovaným rukopisem Nového Zákona.

## Historie
Toto výjimečné postavení bylo papyrům Nového zákona přiřčeno až ve 20. století. První klasifikaci zavedl Caspar René Gregory, který papyrovým textů přiřadil gotický znak {\displaystyle {\mathfrak {P}}} kombinovaný s číselným exponentem. Před rokem 1900 bylo známo pouze 9 papyrových manuskriptů, a pouze jeden byl citován v kritickém aparátu ({\displaystyle {\mathfrak {P}}}11, Konstantin von Tischendorf). Těchto 9 papyrů bylo pouhými jednotlivými fragmenty s výjimkou {\displaystyle {\mathfrak {P}}}15, který obsahoval celý jeden list. Objevy 20. století přinesly nejstarší známé fragmenty manuskriptů Nového zákona. Kenyon znal v roce 1912 již 14 papyrů, Aland v první edici Kurzgefasste... v roce 1963 spočetl 76 papyrů, v roce 1989 bylo známo 96 papyrů a v roce 2008 - 124 papyrů.
Byly také objeveny kompletnější manuskripty, které umožnily vědcům hodnotit jejich textové vlastnosti.
Ne všechny tyto manuskripty jsou pouze texty Nového zákona: {\displaystyle {\mathfrak {P}}}59, {\displaystyle {\mathfrak {P}}}60, {\displaystyle {\mathfrak {P}}}63, {\displaystyle {\mathfrak {P}}}80 jsou texty s komentáři, {\displaystyle {\mathfrak {P}}}2, {\displaystyle {\mathfrak {P}}}³ a {\displaystyle {\mathfrak {P}}}44 jsou lekcionáře, {\displaystyle {\mathfrak {P}}}50, {\displaystyle {\mathfrak {P}}}55, {\displaystyle {\mathfrak {P}}}78 jsou talismany, {\displaystyle {\mathfrak {P}}}42, {\displaystyle {\mathfrak {P}}}10, {\displaystyle {\mathfrak {P}}}12, {\displaystyle {\mathfrak {P}}}42, {\displaystyle {\mathfrak {P}}}43, {\displaystyle {\mathfrak {P}}}62, {\displaystyle {\mathfrak {P}}}99 patří k jiným různým textům, jako jsou útržky, glosáře nebo písně.
Všechny papyry jsou citovány ve standardním Nestle-Alandově kritickém vydání řeckého Nového Zákona Novum Testamentum Graece.

## Seznam všech registrovaných papyrů Nového zákona
- P-kódy jsou standardním označením podle Gregoryho a Alanda.
- Datování je odhadnuto s přesností na 50 let.
- Obsah je popsán nejbližší kapitolou NZ, verše nejsou označeny, protože mnohé papyry jsou malé fragmenty, ne celé kapitoly. Například {\displaystyle {\mathfrak {P}}}52 obsahuje 8 veršů ze 40 v Janově 18. kapitole.

| Manuskripty v béžových řádcích patří ke skupině Oxyrhynchus Papyri      |
| Manuskripty ve světle modrých řádcích se řadí k Bodmerovým papyrům      |
| Manuskripty ve světle růžových řádcích se řadí k papyrům Chester Beatty |

| Název                                                     | Datování | Obsah | Instituce                                                 | Odkaz č.                                      | Město, stát               | Země             |
| --------------------------------------------------------- | -------- | --- | --------------------------------------------------------- | --------------------------------------------- | ------------------------- | ---------------- |
| {\displaystyle {\mathfrak {P}}^{1}}                       | 250      | Evangelium podle Matouše 1 | University of Pennsylvania                                | P. Oxy. 2; E 2746                             | Filadelfie Pensylvánie    | USA              |
| {\displaystyle {\mathfrak {P}}^{2}}                       | 550      | Evangelium podle Jana 12 | Archaeologické muzeum                                     | Inv. 7134                                     | Florencie                 | Itálie           |
| {\displaystyle {\mathfrak {P}}^{3}}                       | 600      | Evangelium podle Lukáše 7,10 | Rakouská národní knihovna                                 | Pap. G. 2323                                  | Vídeň                     | Rakousko         |
| {\displaystyle {\mathfrak {P}}^{4}}                       | 175–250  | Evangelium podle Lukáše 1–6 | Bibliothèque nationale de France                          | Suppl. Gr. 1120                               | Paříž                     | Francie          |
| {\displaystyle {\mathfrak {P}}^{5}}                       | 250      | Evangelium podle Jana 1,16,20 | British Library                                           | P. Oxy. 208. 1781; Inv. 782. 2484             | Londýn                    | UK               |
| {\displaystyle {\mathfrak {P}}^{6}}                       | 350      | Evangelium podle Jana 10,11 | Bibliothèque nationale et universitaire                   | Pap. copt. 379. 381. 382. 384                 | Štrasburk                 | Francie          |
| {\displaystyle {\mathfrak {P}}^{7}}                       | 300(?)   | Evangelium podle Lukáše 4 | Vernadského národní knihovna Ukrajiny                     | Petrov 553                                    | Kyjev                     | Ukrajina         |
| {\displaystyle {\mathfrak {P}}^{8}}                       | 350      | Skutky apoštolů 4–6 | Staatliche Museen zu Berlin                               | Inv. 8683                                     | Berlín                    | Německo          |
| {\displaystyle {\mathfrak {P}}^{9}}                       | 250      | První list Janův 4 | Houghton Library, Harvard                                 | P. Oxy. 402; Inv. 3736                        | Cambridge Massachusetts   | USA              |
| {\displaystyle {\mathfrak {P}}^{10}}                      | 350      | List Římanům 1 | Houghton Library, Harvard                                 | P. Oxy. 209; Inv. 2218                        | Cambridge Massachusetts   | USA              |
| {\displaystyle {\mathfrak {P}}^{11}}                      | 550      | První list Korintským 1–7 | Ruská národní knihovna                                    | Gr. 258A                                      | Petrohrad                 | Rusko            |
| {\displaystyle {\mathfrak {P}}^{12}}                      | 250      | List Židům 1 | Morgan Library & Museum                                   | Pap. Gr. 3; P. Amherst 3b                     | New York                  | USA              |
| {\displaystyle {\mathfrak {P}}^{13}}                      | 250      | List Židům 2–5,10–12 | British Library Laurentian Library                        | P. Oxy. 657; Inv. 1532 v PSI 1292             | Londýn Florencie          | UK Itálie        |
| {\displaystyle {\mathfrak {P}}^{14}}                      | 450      | První list Korintským 1–3 | Klášter svaté Kateřiny                                    | 14                                            | Sinai                     | Egypt            |
| {\displaystyle {\mathfrak {P}}^{15}}                      | 250      | První list Korintským 7–8 | Egyptské muzeum                                           | P. Oxy. 1008; JE 47423                        | Káhira                    | Egypt            |
| {\displaystyle {\mathfrak {P}}^{16}}                      | 300      | List Filipským 3–4 | Egyptské muzeum                                           | P. Oxy. 1009; JE 47424                        | Káhira                    | Egypt            |
| {\displaystyle {\mathfrak {P}}^{17}}                      | 350      | List Židům 9 | Cambridge University                                      | P. Oxy. 1078; Add. 5893                       | Cambridge                 | UK               |
| {\displaystyle {\mathfrak {P}}^{18}}                      | 300      | Zjevení Janovo 1 † | British Library                                           | P. Oxy. 1079; Inv. 2053v                      | Londýn                    | UK               |
| {\displaystyle {\mathfrak {P}}^{19}}                      | 400      | Evangelium podle Matouše 10–11 † | Bodleian Library                                          | P. Oxy. 1170; Gr. bibl. d. 6 (P)              | Oxford                    | UK               |
| {\displaystyle {\mathfrak {P}}^{20}}                      | 250      | List Jakubův 2–3 † | Harvey S. Firestone Memorial Library                      | P. Oxy. 1171; AM 4117                         | Princeton New Jersey      | USA              |
| {\displaystyle {\mathfrak {P}}^{21}}                      | 400      | Evangelium podle Matouše 12 † | Muhlenberg College                                        | P. Oxy. 1227; Theol. Pap. 3                   | Allentown Pensylvánie     | USA              |
| {\displaystyle {\mathfrak {P}}^{22}}                      | 250      | Evangelium podle Jana 15–16 † | Glasgow University                                        | P. Oxy. 1228; MS 2–X.I                        | Glasgow                   | UK               |
| {\displaystyle {\mathfrak {P}}^{23}}                      | 250      | List Jakubův 1 † | University of Illinois                                    | P. Oxy. 1229; G. P. 1229                      | Urbana Illinois           | USA              |
| {\displaystyle {\mathfrak {P}}^{24}}                      | 350      | Zjevení Janovo 5–6 † | Franklin Trask Library Andover Newton Theological School  | P. Oxy. 1230; OP 1230                         | Newton Massachusetts      | USA              |
| {\displaystyle {\mathfrak {P}}^{25}}                      | 350      | Evangelium podle Matouše 18–19 † | Staatliche Museen zu Berlin                               | Inv. 16388                                    | Berlín                    | Německo          |
| {\displaystyle {\mathfrak {P}}^{26}}                      | 600      | List Římanům 1 † | (Joseph S) Bridwell Library Southern Methodist University | P. Oxy. 1354                                  | Dallas Texas              | USA              |
| {\displaystyle {\mathfrak {P}}^{27}}                      | 250      | List Římanům 8–9 † | Cambridge University                                      | P. Oxy. 1355; Add. 7211                       | Cambridge                 | UK               |
| {\displaystyle {\mathfrak {P}}^{28}}                      | 250      | Evangelium podle Jana 6 † | Palestine Institute Museum Pacific School of Religion     | P. Oxy. 1596; Pap. 2                          | Berkeley Kalifornie       | USA              |
| {\displaystyle {\mathfrak {P}}^{29}}                      | 250      | Skutky apoštolů 26 † | Bodleian Library                                          | P. Oxy. 1597; Gr. bibl. g. 4 (P)              | Oxford                    | UK               |
| {\displaystyle {\mathfrak {P}}^{30}}                      | 250      | První list Tesalonickým 4–5; Druhý list Tesalonickým 1 | Ghent University                                          | P. Oxy. 1598; Inv. 61                         | Gent                      | Belgie           |
| {\displaystyle {\mathfrak {P}}^{31}}                      | 650      | List Římanům 12 † | John Rylands University Library                           | P. Ryl. 4; Gr. P. 4                           | Manchester                | UK               |
| {\displaystyle {\mathfrak {P}}^{32}}                      | 200      | List Titovi 1–2 † | John Rylands University Library                           | P. Ryl. 5; G. P. 5                            | Manchester                | UK               |
| {\displaystyle {\mathfrak {P}}^{33}={\mathfrak {P}}^{58}} | 550      | Skutky apoštolů 7 † | Rakouská národní knihovna                                 | Pap. G. 17973, 26133, 35831, 39783            | Vídeň                     | Rakousko         |
| {\displaystyle {\mathfrak {P}}^{34}}                      | 650      | První list Korintským 16; Druhý list Korintským 5,10–11 | Rakouská národní knihovna                                 | Pap. G. 39784                                 | Vídeň                     | Rakousko         |
| {\displaystyle {\mathfrak {P}}^{35}}                      | 350(?)   | Evangelium podle Matouše 25 | Laurentian Library                                        | PSI 1                                         | Florencie                 | Itálie           |
| {\displaystyle {\mathfrak {P}}^{36}}                      | 550      | Evangelium podle Jana 3 | Laurentian Library                                        | PSI 3                                         | Florencie                 | Itálie           |
| {\displaystyle {\mathfrak {P}}^{37}}                      | 300      | Evangelium podle Matouše 26 | University of Michigan                                    | P. Mich. 137; Inv. 1570                       | Ann Arbor Michigan        | USA              |
| {\displaystyle {\mathfrak {P}}^{38}}                      | 300      | Skutky apoštolů 18–19 | University of Michigan                                    | P. Mich. 138; Inv. 1571                       | Ann Arbor Michigan        | USA              |
| {\displaystyle {\mathfrak {P}}^{39}}                      | 250      | Evangelium podle Jana 8 | Ambrose Swasey Library                                    | P. Oxy. 1780; Inv. 8864                       | Rochester New York        | USA              |
| {\displaystyle {\mathfrak {P}}^{40}}                      | 250      | List Římanům 1–4,6,9 | Institute for Papyrology Universität Heidelberg           | P. Bad. 57; Inv. 45                           | Heidelberg                | Německo          |
| {\displaystyle {\mathfrak {P}}^{41}}                      | 750      | Skutky apoštolů 17–22 | Rakouská národní knihovna                                 | Pap. K. 7541-48                               | Vídeň                     | Rakousko         |
| {\displaystyle {\mathfrak {P}}^{42}}                      | 700      | Evangelium podle Lukáše 1–2 | Rakouská národní knihovna                                 | Pap. K. 8706                                  | Vídeň                     | Rakousko         |
| {\displaystyle {\mathfrak {P}}^{43}}                      | 600      | Zjevení Janovo 2,15–16 | British Library                                           | Inv. 2241                                     | Londýn                    | UK               |
| {\displaystyle {\mathfrak {P}}^{44a}}                     | 600      | Evangelium podle Jana 10 | Metropolitan Museum of Art                                | Inv. 14. 1. 527, 1 fol                        | New York                  | USA              |
| {\displaystyle {\mathfrak {P}}^{44b}}                     | 600      | Matouš 17–18,25; Jan 9,12 | Metropolitan Museum of Art                                | Inv. 14. 1. 527                               | New York                  | USA              |
| {\displaystyle {\mathfrak {P}}^{45}}                      | 250      | Mat 20–21,25–26; Mark 4–9,11–12; Lukáš 6–7,9–14; Jan 4–5,10–11; Skutky apoštolů 4–17                                                                                 | Chester Beatty Library Rakouská národní knihovna          | P. Chest. B. I Pap. g. 31974                  | Dublin Vídeň              | Irsko Rakousko   |
| {\displaystyle {\mathfrak {P}}^{46}}                      | 200      | List Římanům 5–6,8–16; První list Korintským; Druhý list Korintským; List Galatům; List Efezským; List Filipským; List Koloským; První list Tesalonickým; List Židům | Chester Beatty Library University of Michigan             | P. Chest. B. II Inv. 6238                     | Dublin Ann Arbor Michigan | Irsko USA        |
| {\displaystyle {\mathfrak {P}}^{47}}                      | 250      | Zjevení Janovo 9–17 | Chester Beatty Library                                    | P. Chest. B. III                              | Dublin                    | Irsko            |
| {\displaystyle {\mathfrak {P}}^{48}}                      | 250      | Skutky apoštolů 23 | Laurentian Library                                        | PSI 1165                                      | Florencie                 | Itálie           |
| {\displaystyle {\mathfrak {P}}^{49}}                      | 250      | List Efezským 4–5 | Yale University Library                                   | P. 415                                        | New Haven Connecticut     | USA              |
| {\displaystyle {\mathfrak {P}}^{50}}                      | 400      | Skutky apoštolů 8,10 | Yale University Library                                   | P. 1543                                       | New Haven Connecticut     | USA              |
| {\displaystyle {\mathfrak {P}}^{51}}                      | 400      | List Galatským 1 | Ashmolean Museum                                          | P. Oxy. 2157                                  | Oxford                    | UK               |
| {\displaystyle {\mathfrak {P}}^{52}}                      | 150      | Evangelium podle Jana 18 | John Rylands University Library                           | Gr. P. 457                                    | Manchester                | UK               |
| {\displaystyle {\mathfrak {P}}^{53}}                      | 250      | Matouš 26; Skutky 9–10 | University of Michigan                                    | Inv. 6652                                     | Ann Arbor Michigan        | USA              |
| {\displaystyle {\mathfrak {P}}^{54}}                      | 500      | List Jakubův 2–3 | Princeton University Library                              | P. Princ. 15; Garrett Depots 7742             | Princeton New Jersey      | USA              |
| {\displaystyle {\mathfrak {P}}^{55}}                      | 600      | Evangelium podle Jana 1 | Rakouská národní knihovna                                 | Pap. G. 26214                                 | Vídeň                     | Rakousko         |
| {\displaystyle {\mathfrak {P}}^{56}}                      | 500      | Skutky apoštolů 1 | Rakouská národní knihovna                                 | Pap. G. 19918                                 | Vídeň                     | Rakousko         |
| {\displaystyle {\mathfrak {P}}^{57}}                      | 400      | Skutky apoštolů 4–5 | Rakouská národní knihovna                                 | Pap. G. 26020                                 | Vídeň                     | Rakousko         |
| {\displaystyle {\mathfrak {P}}^{58}={\mathfrak {P}}^{33}} | 550      | Skutky apoštolů 15 † | Rakouská národní knihovna                                 | Pap. G. 17973, 26133, 35831, 39783            | Vídeň                     | Rakousko         |
| {\displaystyle {\mathfrak {P}}^{59}}                      | 650      | Evangelium podle Jana 1–2,11–12,17–18,21 | Morgan Library & Museum                                   | P. Colt 3                                     | New York                  | USA              |
| {\displaystyle {\mathfrak {P}}^{60}}                      | 650      | Evangelium podle Jana 16–19 | Morgan Library & Museum                                   | P. Colt 4                                     | New York                  | USA              |
| {\displaystyle {\mathfrak {P}}^{61}}                      | 700      | List Římanům 16; První list Korintským 1,5; List Filipským 3; List Koloským 1,4; První list Tesalonickým 1; List Titovi 3; List Filemonovi                           | Pierpont Morgan Library                                   | P. Colt 5                                     | New York                  | USA              |
| {\displaystyle {\mathfrak {P}}^{62}}                      | 350      | Evangelium podle Matouše 11 | Oslo University Library                                   | Inv. 1661                                     | Oslo                      | Norsko           |
| {\displaystyle {\mathfrak {P}}^{63}}                      | 500      | Evangelium podle Jana 3–4 | Staatliche Museen zu Berlin                               | Inv. 11914                                    | Berlín                    | Německo          |
| {\displaystyle {\mathfrak {P}}^{64}={\mathfrak {P}}^{67}} | 200      | Evangelium podle Matouše 3,5,26 | Magdalen College Fundación Sant Lluc Evangelista          | Gr. 18 Inv. I                                 | Oxford Barcelona          | UK Španělsko     |
| {\displaystyle {\mathfrak {P}}^{65}}                      | 250      | První list Tesalonickým 1–2 | Girolamo Vitelli Papyrological Institute                  | PSI 1373                                      | Florencie                 | Itálie           |
| {\displaystyle {\mathfrak {P}}^{66}}                      | 200      | Evangelium podle Jana | Bodmer library                                            | P. Bodmer II                                  | Cologny                   | Švýcarsko        |
| {\displaystyle {\mathfrak {P}}^{67}={\mathfrak {P}}^{64}} | 200      | Evangelium podle Matouše 3,5,26 | Magdalen College Fundación Sant Lluc Evangelista          | Gr. 18 Inv. I                                 | Oxford Barcelona          | UK Španělsko     |
| {\displaystyle {\mathfrak {P}}^{68}}                      | 650(?)   | První list Korintským 4–5 | Ruská národní knihovna                                    | Gr. 258B                                      | Petrohrad                 | Rusko            |
| {\displaystyle {\mathfrak {P}}^{69}}                      | 250      | Evangelium podle Lukáše 22 | Ashmolean Museum                                          | P. Oxy. 2383                                  | Oxford                    | UK               |
| {\displaystyle {\mathfrak {P}}^{70}}                      | 250      | Evangelium podle Matouše 2–3,11–12,24 | Ashmolean Museum Girolamo Vitelli Papyrological Institute | P. Oxy. 2384 CNR 419, 420                     | Oxford Florencie          | UK Itálie        |
| {\displaystyle {\mathfrak {P}}^{71}}                      | 350      | Evangelium podle Matouše 19 | Ashmolean Museum                                          | P. Oxy. 2385                                  | Oxford                    | UK               |
| {\displaystyle {\mathfrak {P}}^{72}}                      | 300      | První list Petrův; Druhý list Petrův; List Judův | Bodmer library                                            | P. Bodmer VII, VIII                           | Cologny                   | Švýcarsko        |
| {\displaystyle {\mathfrak {P}}^{73}}                      | 650      | Evangelium podle Matouše 25–26 | Bodmer library                                            | P. Bodmer L                                   | Cologny                   | Švýcarsko        |
| {\displaystyle {\mathfrak {P}}^{74}}                      | 650      | Skutky apoštolů; List Jakubův; První list Petrův 1–3; Druhý list Petrův 2–3; První list Janův; Druhý list Janův; Třetí list Janův                                    | Bodmer library                                            | P. Bodmer XVII                                | Cologny                   | Švýcarsko        |
| {\displaystyle {\mathfrak {P}}^{75}}                      | 175–225  | Lukáš 3–18,22–24; Jan 1–15 | Vatikánská knihovna                                       | P. Bodmer XIV, XV                             | Vatikán                   | Vatikán          |
| {\displaystyle {\mathfrak {P}}^{76}}                      | 550      | Evangelium podle Jana 4 | Rakouská národní knihovna                                 | Pap. G. 36102                                 | Vídeň                     | Rakousko         |
| {\displaystyle {\mathfrak {P}}^{77}}                      | 200      | Evangelium podle Matouše 23 | Ashmolean Museum                                          | P. Oxy. 2683                                  | Oxford                    | UK               |
| {\displaystyle {\mathfrak {P}}^{78}}                      | 300      | List Judův | Ashmolean Museum                                          | P. Oxy. 2684                                  | Oxford                    | UK               |
| {\displaystyle {\mathfrak {P}}^{79}}                      | 650      | List Židům 10 | Staatliche Museen zu Berlin                               | Inv. 6774                                     | Berlín                    | Německo          |
| {\displaystyle {\mathfrak {P}}^{80}}                      | 250      | Evangelium podle Jana 3 | Fundación Sant Lluc Evangelista                           | Inv. 83                                       | Barcelona                 | Španělsko        |
| {\displaystyle {\mathfrak {P}}^{81}}                      | 350      | První list Petrův 2–3 | Prof. Sergio Daris, Univerzita v Terstu                   | Inv. 20                                       | Terst                     | Itálie           |
| {\displaystyle {\mathfrak {P}}^{82}}                      | 400      | Evangelium podle Lukáše 7 | National and University Library of Strasbourg             | Gr. 2677                                      | Štrasburk                 | Francie          |
| {\displaystyle {\mathfrak {P}}^{83}}                      | 550      | Evangelium podle Matouše 20,23–24 | Katholieke Universiteit Leuven Library                    | P. A. M. Kh. Mird 16, 29                      | Lovaň                     | Belgie           |
| {\displaystyle {\mathfrak {P}}^{84}}                      | 550      | Marek 2,6; Jan 5,17 | Katholieke Universiteit Leuven Library                    | P. A. M. Kh. Mird 4, 11                       | Lovaň                     | Belgie           |
| {\displaystyle {\mathfrak {P}}^{85}}                      | 400      | Zjevení Janovo 9–10 | Bibliothèque nationale et universitaire                   | Gr. 1028                                      | Štrasburk                 | Francie          |
| {\displaystyle {\mathfrak {P}}^{86}}                      | 350      | Evangelium podle Matouše 5 | Institut für Altertumskunde University of Cologne         | Theol. 5516                                   | Kolín nad Rýnem           | Německo          |
| {\displaystyle {\mathfrak {P}}^{87}}                      | 250      | List Filemonovi | Institut für Altertumskunde University of Cologne         | Theol. 12                                     | Kolín nad Rýnem           | Německo          |
| {\displaystyle {\mathfrak {P}}^{88}}                      | 350      | Evangelium podle Marka 2 | Katolická univerzita Nejsvětějšího Srdce                  | Inv. 69.24                                    | Milán                     | Itálie           |
| {\displaystyle {\mathfrak {P}}^{89}}                      | 350      | List Židům 6 | Laurentian Library                                        | PL III/292                                    | Florencie                 | Itálie           |
| {\displaystyle {\mathfrak {P}}^{90}}                      | 150      | Evangelium podle Jana 18–19 † | Ashmolean Museum                                          | P. Oxy. 3523; 65 6 B. 32/M (3–5)a             | Oxford                    | UK               |
| {\displaystyle {\mathfrak {P}}^{91}}                      | 250      | Skutky apoštolů 2:30–37; 2:46–3:2 | Università degli Studi di Milano Macquarie University     | P. Mil. Vofl. Inv. 1224 P. Macquarie inv. 360 | Milán Sydney              | Itálie Austrálie |
| {\displaystyle {\mathfrak {P}}^{92}}                      | 300      | List Efezským 1; Druhý list Tesalonickým 1 | Egyptian Museum                                           | PNarmuthis 69.39a/229a                        | Káhira                    | Egypt            |
| {\displaystyle {\mathfrak {P}}^{93}}                      | 450      | Evangelium podle Jana 13 † | Girolamo Vitelli Papyrological Institute                  | PSI 108                                       | Florencie                 | Itálie           |
| {\displaystyle {\mathfrak {P}}^{94}}                      | 500      | List Římanům 6 | Egyptské muzeum                                           | P. Cair. 10730                                | Káhira                    | Egypt            |
| {\displaystyle {\mathfrak {P}}^{95}}                      | 250      | Evangelium podle Jana 5 | Laurentian Library                                        | PL II/31                                      | Florencie                 | Itálie           |
| {\displaystyle {\mathfrak {P}}^{96}}                      | 550      | Evangelium podle Matouše 3 | Rakouská národní knihovna                                 | Pap. K 7244                                   | Vídeň                     | Rakousko         |
| {\displaystyle {\mathfrak {P}}^{97}}                      | 600      | Evangelium podle Lukáše 14 | Chester Beatty Library                                    | p. Chester B. XVII                            | Dublin                    | Irsko            |
| {\displaystyle {\mathfrak {P}}^{98}}                      | 150(?)   | Zjevení Janovo 1 | Institut Français d'Archéologie Orientale                 | P. IFAO inv. 237b                             | Káhira                    | Egypt            |
| {\displaystyle {\mathfrak {P}}^{99}}                      | 400      | Slova a věty z: List Římanům, Druhý list Korintským, List Galatským a List Efezským                                                                                  | Chester Beatty Library                                    | P. Chester B. Ac. 1499, fol 11–14             | Dublin                    | Irsko            |
| {\displaystyle {\mathfrak {P}}^{100}}                     | 300      | List Jakubův 3–5 | Ashmolean Museum                                          | P. Oxy. 4449                                  | Oxford                    | UK               |
| {\displaystyle {\mathfrak {P}}^{101}}                     | 250      | Evangelium podle Matouše 3–4 | Ashmolean Museum                                          | P. Oxy. 4401                                  | Oxford                    | UK               |
| {\displaystyle {\mathfrak {P}}^{102}}                     | 300      | Evangelium podle Matouše 4 | Ashmolean Museum                                          | P. Oxy. 4402                                  | Oxford                    | UK               |
| {\displaystyle {\mathfrak {P}}^{103}}                     | 200      | Evangelium podle Matouše 13–14 | Ashmolean Museum                                          | P. Oxy. 4403                                  | Oxford                    | UK               |
| {\displaystyle {\mathfrak {P}}^{104}}                     | 150      | Evangelium podle Matouše 21 | Ashmolean Museum                                          | P. Oxy. 4404                                  | Oxford                    | UK               |
| {\displaystyle {\mathfrak {P}}^{105}}                     | 500      | Evangelium podle Matouše 27–28 | Ashmolean Museum                                          | P. Oxy. 4406                                  | Oxford                    | UK               |
| {\displaystyle {\mathfrak {P}}^{106}}                     | 250      | Evangelium podle Jana 1 | Ashmolean Museum                                          | P. Oxy. 4445                                  | Oxford                    | UK               |
| {\displaystyle {\mathfrak {P}}^{107}}                     | 250      | Evangelium podle Jana 17 | Ashmolean Museum                                          | P. Oxy. 4446                                  | Oxford                    | UK               |
| {\displaystyle {\mathfrak {P}}^{108}}                     | 250      | Evangelium podle Jana 17/18 | Ashmolean Museum                                          | P. Oxy. 4447                                  | Oxford                    | UK               |
| {\displaystyle {\mathfrak {P}}^{109}}                     | 250      | Evangelium podle Jana 21 | Ashmolean Museum                                          | P. Oxy. 4448                                  | Oxford                    | UK               |
| {\displaystyle {\mathfrak {P}}^{110}}                     | 300      | Evangelium podle Matouše 10:13–15,25–27 | Ashmolean Museum                                          | P. Oxy. 4494                                  | Oxford                    | UK               |
| {\displaystyle {\mathfrak {P}}^{111}}                     | 250      | Evangelium podle Lukáše 17 | Ashmolean Museum                                          | P. Oxy. 4495                                  | Oxford                    | UK               |
| {\displaystyle {\mathfrak {P}}^{112}}                     | 450      | Skutky apoštolů 26–27 | Ashmolean Museum                                          | P. Oxy. 4496                                  | Oxford                    | UK               |
| {\displaystyle {\mathfrak {P}}^{113}}                     | 250      | List Římanům 2 | Ashmolean Museum                                          | P. Oxy. 4497                                  | Oxford                    | UK               |
| {\displaystyle {\mathfrak {P}}^{114}}                     | 250      | List Židům 1 | Ashmolean Museum                                          | P. Oxy. 4498                                  | Oxford                    | UK               |
| {\displaystyle {\mathfrak {P}}^{115}}                     | 300      | Zjevení Janovo 2–3,5–6,8–15 | Ashmolean Museum                                          | P. Oxy. 4499                                  | Oxford                    | UK               |
| {\displaystyle {\mathfrak {P}}^{116}}                     | 600      | List Židům 2–3 | Austrian National Library                                 | P. Vindob. G 42417                            | Vídeň                     | Rakousko         |
| {\displaystyle {\mathfrak {P}}^{117}}                     | 400      | Druhý list Korintským 7 | State Museum                                              | Inv. 1002                                     | Hamburk                   | Německo          |
| {\displaystyle {\mathfrak {P}}^{118}}                     | 250      | List Římanům 15–16 | Institut für Altertumskunde University of Cologne         | Inv. 10311                                    | Kolín nad Rýnem           | Německo          |
| {\displaystyle {\mathfrak {P}}^{119}}                     | 250      | Evangelium podle Jana 1 | Ashmolean Museum                                          | P. Oxy. 4803                                  | Oxford                    | UK               |
| {\displaystyle {\mathfrak {P}}^{120}}                     | 350      | Evangelium podle Jana 1 | Ashmolean Museum                                          | P. Oxy. 4804                                  | Oxford                    | UK               |
| {\displaystyle {\mathfrak {P}}^{121}}                     | 250      | Evangelium podle Jana 19 | Ashmolean Museum                                          | P. Oxy. 4805                                  | Oxford                    | UK               |
| {\displaystyle {\mathfrak {P}}^{122}}                     | 400      | Evangelium podle Jana 21 | Ashmolean Museum                                          | P. Oxy. 4806                                  | Oxford                    | UK               |
| {\displaystyle {\mathfrak {P}}^{123}}                     | 350      | První list Korintským 14–15 | Ashmolean Museum                                          | P. Oxy. 4844                                  | Oxford                    | UK               |
| {\displaystyle {\mathfrak {P}}^{124}}                     | 550      | Druhý list Korintským 11 | Ashmolean Museum                                          | P. Oxy. 4845                                  | Oxford                    | UK               |
| {\displaystyle {\mathfrak {P}}^{125}}                     | 300      | První list Petrův 1,23–2,5; 2,7–12 | Ashmolean Museum                                          | P. Oxy. 4934                                  | Oxford                    | UK               |

## Rozdělení podle obsahu
| Kniha NZ       | Celkem | Rané | Kniha NZ    | Celkem | Rané |
| Matouš         | 23     | 11   | 1 Timoteovi | 0      | 0    |
| Marek          | 3      | 1    | 2 Timoteovi | 0      | 0    |
| Lukáš          | 10     | 6    | Titovi      | 2      | 1    |
| Jan            | 30     | 19   | Filemonovi  | 2      | 1    |
| Skutky         | 14     | 7    | Židům       | 8      | 4    |
| Římanům        | 10     | 5    | Jakub       | 6      | 4    |
| 1 Korintským   | 8      | 3    | 1 Petrův    | 3      | 1    |
| 2 Korintským   | 4      | 2    | 2 Petrův    | 2      | 1    |
| Galatským      | 2      | 1    | 1 Janův     | 2      | 1    |
| Efezským       | 3      | 3    | 2 Janův     | 1      | 0    |
| Filipským      | 3      | 2    | 3 Janův     | 1      | 0    |
| Koloským       | 2      | 1    | Judův       | 3      | 2    |
| 1 Tesalonickým | 4      | 3    | Zjevení     | 7      | 4    |
| 2 Tesalonickým | 2      | 2    | Celkem      | 155    | 85   |

Poznámka: "Rané" jsou rukopisy ze 4. století nebo starší. Zhruba polovina papyrů je "raných". Některé rukopisy obsahují text více než jedné knihy Nového zákona, takže uvedená čísla nekorespondují přesně s celkovým počtem rukopisů.